# Santa (Perú)
Santa, fundada como Santa María de la Parrilla, es una ciudad de la costa norte del Perú situado en la orilla izquierda del río Santa, a 2,6 km del Océano Pacífico.  Es capital del distrito de Santa en la provincia homónima (departamento de Ancash)
Hacia 1527, existía a orillas del río un asentamiento indígena de nombre Saucha conformado de casas construidas con cañas.  El 13 de mayo de 1528 llegó la expedición española al mando de Francisco Pizarro, la cual dejó en el lugar a dos españoles para reconocer el lugar y aprender la lengua local.  En 1531, los españoles construyeron una pequeña capilla en Saucha, y con posterioridad, se trasladaron tierra adentro a lo que se conocería como Pueblo Nuevo, en relación con el Pueblo Viejo de Saucha.  La fundación española fue ordenada oficialmente el 2 de agosto de 1556 por el virrey Andrés Hurtado de Mendoza, con el título de ciudad de Santa María de la Parrilla.  En 1579, Saucha fue arrasado por una avenida del río Santa, por lo que sus pobladores se asentaron en la ciudad española.
El 1702, dejó de considerarse ciudad para pasar a ser villa.

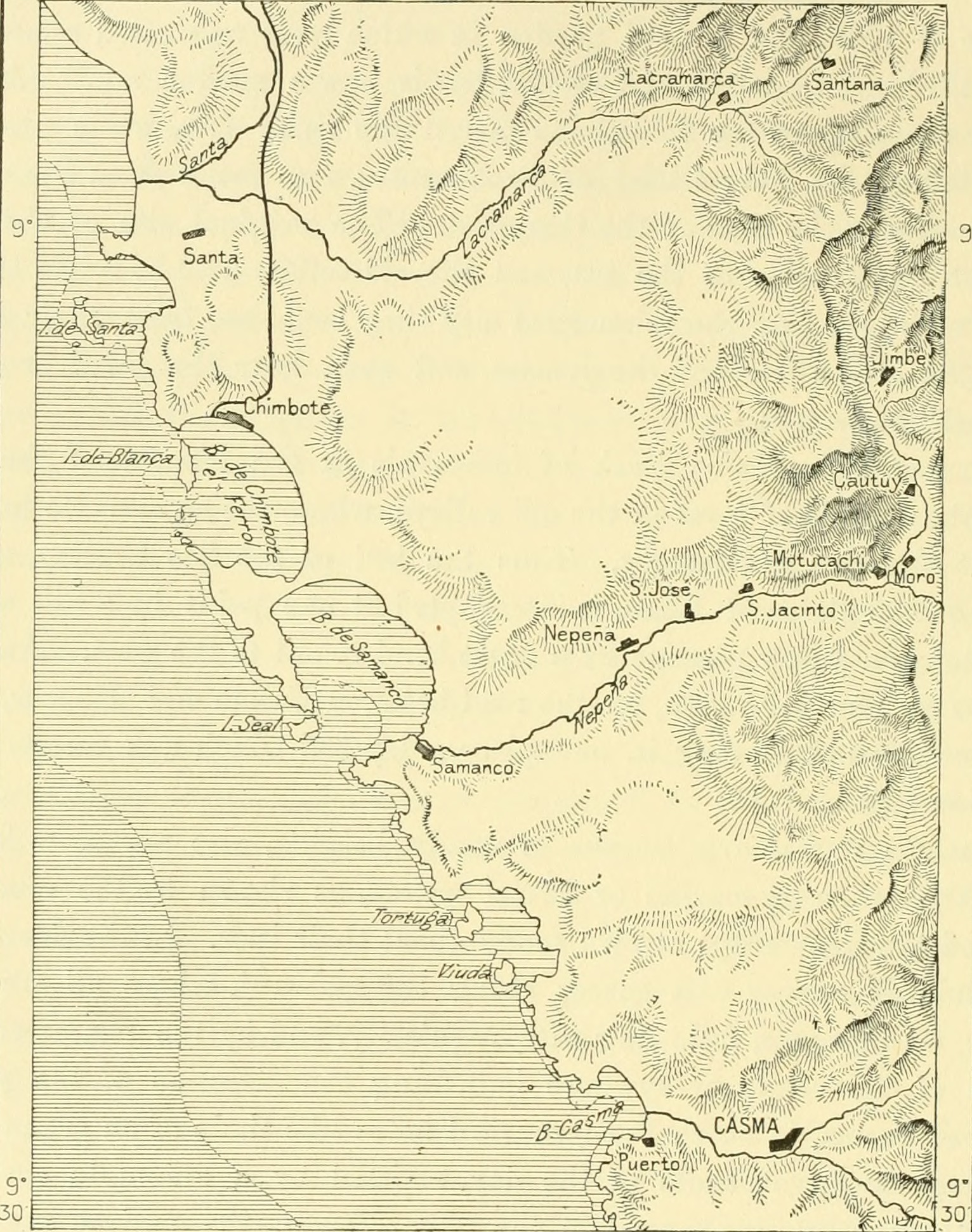
Mapa de la costa de Áncash (1894).